# Casalvecchio Siculo
Casalvecchio Siculo é uma comuna italiana da região da Sicília, província de Messina, com cerca de 1.152 habitantes. Estende-se por uma área de 33 km², tendo uma densidade populacional de 35 hab/km². Faz fronteira com Antillo, Castroreale, Forza d'Agrò, Furci Siculo, Limina, Sant'Alessio Siculo, Santa Lucia del Mela, Santa Teresa di Riva, Savoca.

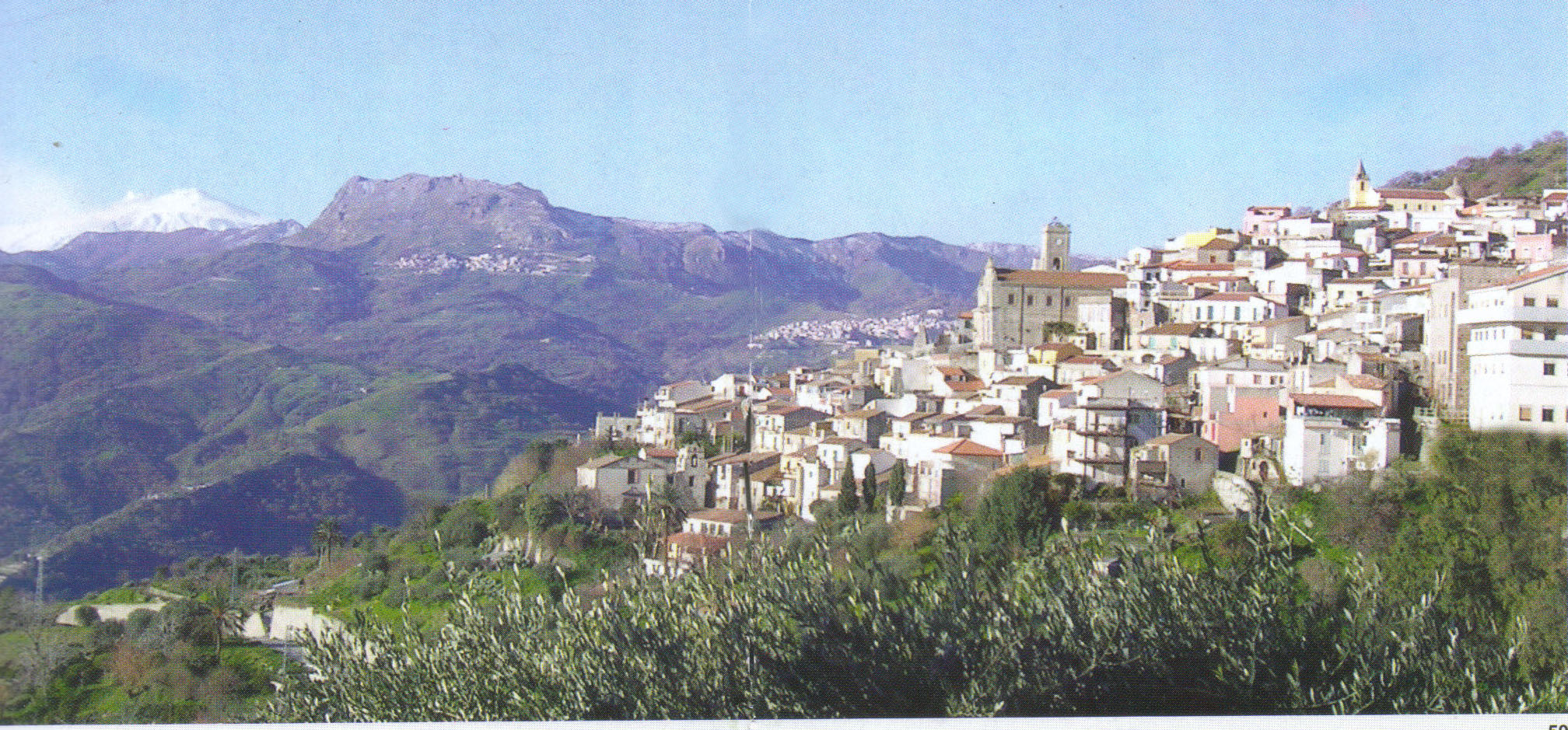
Casalvecchio Siculo

## Demografia
| Variação demográfica do município entre 1861 e 2011                               |
|                                                                                   |
| Fonte: Istituto Nazionale di Statistica (ISTAT) - Elaboração gráfica da Wikipedia |